# Betschausch
Betschausch war eine Bezeichnung für afrikanische Sergeanten (Unterfeldwebel) in der Kaiserlichen Schutztruppe für Deutsch-Ostafrika. Der Ursprung des Wortes liegt im türkischen Unteroffiziersrang eines „Başçavuş“ in der osmanischen Armee, der in der heutigen türkischen Armee einem Feldwebeldienstgrad entspricht. Die ursprüngliche Bedeutung ist Hauptführer.
Die Rangbezeichnung war unter den durch Hermann von Wissmann in Ägypten für die Bekämpfung des Aufstandes von 1889 an der Küste Ostafrikas angeworbenen meist sudanesischen Söldnern üblich und wurde von ihnen in die Wissmanntruppe eingebracht, die später in die Schutztruppe überging. 
Aufgrund der rassistischen Struktur der Kolonialstreitmacht rangierten afrikanische Feldwebel immer niedriger als deutsche Unteroffiziere. Dies galt auch für andere Dienstgrade schwarzer Soldaten wie Schausch oder den Offiziersrang Effendi.

## Quelle
- Artikel „Betschausch“ im Deutschen Koloniallexikon von 1920